# Грос-Гренау
Грос-Гренау (нім. Groß Grönau) — громада в Німеччині, розташована в землі Шлезвіг-Гольштейн. Входить до складу району Герцогство Лауенбург. Складова частина об'єднання громад Лауенбургіше-Зен.
Площа — 4,9 км2. Населення становить 3757 ос. (станом на 31 грудня 2020).